# Orbova
Orbova (horvátul: Vrbova) falu Horvátországban, Bród-Szávamente megyében. Közigazgatásilag Staro Petrovo Selohoz tartozik.

## Fekvése
Bródtól légvonalban 34, közúton 40 km-re északnyugatra, Pozsegától   légvonalban 14, közúton 26 km-re délnyugatra, községközpontjától 5 km-re keletre, Nyugat-Szlavóniában, a Pozsegai-hegység déli lejtői alatt, a Maglaj-patak partján fekszik. Itt halad át az Újgradiskáról bródra menő főút, az A3-as autópálya és a Zágráb-Belgrád vasútvonal is.

## Története
A mai Orbova a középkorban két birtok volt. Felsőorbova a Maglaj-patak felső folyása mentén, míg Alsóorbova a pataktól keletre, délen pedig egészen a Száváig húzódott. Alsóorbovát 1250-ben „Inferior Vrba” néven említik először abban az oklevélben, melyben Mária királyné a Dubovac nevű birtokot Pucyn fia Chechnek adja cserébe Lobor váráért, melyet IV. Béla elvett tőle.  Felsőorbova neve 1255-ben bukkan fel először az írott forrásban Demich és Rodova birtokok határleírásában „terra Wrbna” alakban.  Az 1250-es oklevélben Alsóorbován már a várat is megemlítik  a várjobbágyok Martonos nevű falujával kapcsolatban. Ennek a várnak a maradványai ma nincsenek meg, így pontos helyét sem lehet meghatározni. A Marton család kihaltával 1275-ben az alsóorbovai birtokot Erzsébet királyné Ivánka fia Benedeknek adományozta a Vetovo melletti Podgorje birtokáért cserébe. A dokumentumban a birtok határainál ismét megemlítik Felsőorbovát is. A birtokot a Száva erdő határolta és egy nagy út szelte át, valamint egy részén átfolyt az Orbova-patak. Orbovát a pápai tizedjegyzék kétszer is említi mint plébánia székhelyét. 1339-ben említik Orbova várát („castrum Orboua”), mely valószínűleg Felsőorbován állt, ahol egy Szent György tiszteletére szentelt templom volt található. Ez a templom a török időket is átvészelte, szemben az alsóorbovai Mindenszentek templommal, melyet leromboltak. Felsőorbova ekkor pozsegai várjobbágyok kezén volt. 1350 körül Lajos király arra az esetre, ha Orbova birtokosa Czimba István fiú utódok nélkül halna el, a várat a Garaiaknak ígérte és 1356-ban oda is adományozta. 1382-ben a Garaiak új adományul kapták Mária királynőtől és még 1408-ban is tulajdonuk volt. 1500-ban a a vár az Újlakiaké lett. 1520-ban Orbova már virágzó mezőváros volt. 
Orbovát az 1536-ban foglalta el a török, mely az alsóorbovai várat és templomot lerombolta. A felsőorbovai vár ugyan megmaradt, de a török időkben nem játszott jelentős szerepet. Később a császári katonai hatóságok helyreállították. A térség 1691-ben szabadult fel a török uralom alól. 1698-ban a kamarai összeírásban „Verbova” néven hajdútelepülésként szerepel a török uralom alól felszabadított szlavóniai települések között.  Az egyházi vizitáció szerint 1730-ban 45 katolikus ház és a Szent György templom állt a településen. 1734-ben a templom falainak rossz állapotáról számolnak be. 1758-ban a templomot lebontották és helyére kis fakápolnát építettek. 1760-ban 47 házában 99 család élt 474 fővel. 1765-ben császári parancsra Felsőorbova lakosságának át kellett települnie a főút mellé és Alsóorbova helyén új falut létesítettek. Így ezután már csak egy Orbova maradt a középkori Alsóorbova helyén. Itt építették fel 1775-ben az új Mindenszentek templomot, melyet azonban rossz állapota miatt a század végén lebontottak. A helyén 1802-re épült fel az új Szent György templom, mely titulusát a középkori felsőorbovai templom emlékére kapta. 
Az első katonai felmérés térképén „Verbova” néven található. A katonai közigazgatásban a gradiskai ezredhez tartozott. Lipszky János 1808-ban Budán kiadott repertóriumában „Verbova” néven szerepel.  Nagy Lajos 1829-ben kiadott művében „Verbova” néven 132 házzal, 689 katolikus vallású lakossal találjuk.  A katonai közigazgatás megszüntetése után 1871-ben Pozsega vármegyéhez csatolták. 
1857-ben 484, 1910-ben 1241 lakosa volt. Az 1910-es népszámlálás szerint lakosságának 90%-a horvát anyanyelvű volt. Pozsega vármegye Újgradiskai járásának része volt. Az első világháború után 1918-ban az új szerb-horvát-szlovén állam, majd később (1929-ben) Jugoszlávia része lett. 1921-ben mezőgazdasági egyesület alakult a településen, melynek első elnöke Milo Đurić volt. Az egyesület a gazdasági nehézségek miatt 30 évnyi működés után 1942-ben szűnt meg. A település 1991-től a független Horvátországhoz tartozik. 1991-ben lakosságának 93%-a horvát nemzetiségű volt. 2011-ben 873 lakosa volt, akik mezőgazdasággal, szőlőtermesztéssel, állattartással foglalkoztak.

## Lakossága
| Lakosság változása | Lakosság változása | Lakosság változása | Lakosság változása | Lakosság változása | Lakosság változása | Lakosság változása | Lakosság változása | Lakosság változása | Lakosság változása | Lakosság változása | Lakosság változása | Lakosság változása | Lakosság változása | Lakosság változása | Lakosság változása |
| ------------------ | ------------------ | ------------------ | ------------------ | ------------------ | ------------------ | ------------------ | ------------------ | ------------------ | ------------------ | ------------------ | ------------------ | ------------------ | ------------------ | ------------------ | ------------------ |
| 1857               | 1869               | 1880               | 1890               | 1900               | 1910               | 1921               | 1931               | 1948               | 1953               | 1961               | 1971               | 1981               | 1991               | 2001               | 2011               |
| 484                | 517                | 534                | 849                | 1.031              | 1.241              | 1.329              | 1.337              | 1.479              | 1.489              | 1.473              | 1.486              | 1.186              | 1.179              | 1.046              | 873                |

## Nevezetességei
- Szent György tiszteletére szentelt római katolikus plébániatemploma 1802-ben épült a lebontott Mindenszentek templom (1775) helyén. Egyhajós épület délre néző félköríves szentéllyel, az északi főhomlokzat felett álló barokk toronysisakos harangtoronnyal. A szentélyhez a keleti oldalon sekrestye csatlakozik. A Szent György főoltár 1921-ben, a Mindenszentek mellékoltár 1864-ben készült. Az orbovai plébániát 1963-ban újraalapították.

- A középkori Felsőorbova falu Szent György temploma a mai Szent Illés kápolna helyén állt. A kápolna környékét a helyiek ma is Crkvištének nevezik és a falu emlékezete ma is őrzi, hogy itt állt régen a középkori templom. Néhány éve a kápolna közelében erdei utat építettek és a földmunkák során sok emberi csontot, a középkori temető maradványait találták. Az egykori templomdombról a Szávamentét jól be lehetett látni. A Crkvište alatti Ramin dolon, a régi falu helyén ma is sok cseréptöredéket lehet találni.

- A falutól 8 km-re északra, a Pozsegai-hegység erdővel borított lejtőin található a térképeken Stara Gradina névvel jelölt 416 méteres magaslat, melyet a nép Vrbovački grad, illetve Turski gradnak nevez. A magaslat aljában folyik a Maglaj-patak. Itt találhatók a középkori Felsőorbova várának maradványai. A hosszúkás gerinc keleti oldalát sánccal vágták át, míg a többi oldalon a vár természetes védettséget élvezett. A várból felszín feletti falak csak a délnyugati oldalon maradtak, melyek magassága helyenként eléri a két métert. A lelőhely központi részén a kövek mellett sok téglatöredék és cserép is előkerült. Figyelembe véve a leletek csekély voltát és szétszórtságát, valamint azt a tényt, hogy a felszíni leletek nem állnak rendelkezésre korukat a késő középkorra, a 13. és 15. század közötti időszakra datálták.

- A falu történeti emléke az a régi kút, melyet II. József 1768-as itteni látogatása emlékére emléktáblával láttak el. A tábla latin szövege („EX PUTEO HOC AQUAS SI VIS GUSTARE VIATOR GUSTA, SECUNDUS QUAS BIBIT JOSEPHUS IMPERATOR.”) arra emlékeztet, hogy II. József császár is ebből a kútból ivott amikor ide látogatott.

## Oktatás
A helyi iskola kezdetei 1780-ig nyúlnak vissza, amikor a határőrezred működtetett iskolát a településen. Érdemes megemlíteni, hogy az első kísérleti iskolakertet a horvátországi Orbovában alapították 1771-ben, azzal a céllal, hogy a klasszikus tanulási módszereket a gyakorlati munka bevezetésével ellensúlyozzák. Az első népiskola 1830-ban nyílt meg a településen, az iskola régi épületét pedig 1881-ben építették. A mai korszerű iskolaépület 2002-ben létesült.

## Sport
Az „Omladinac” Vrbova labdarúgóklubot 1961-ben alapították. Jelenleg a megyei első ligában szerepel.